# Informática

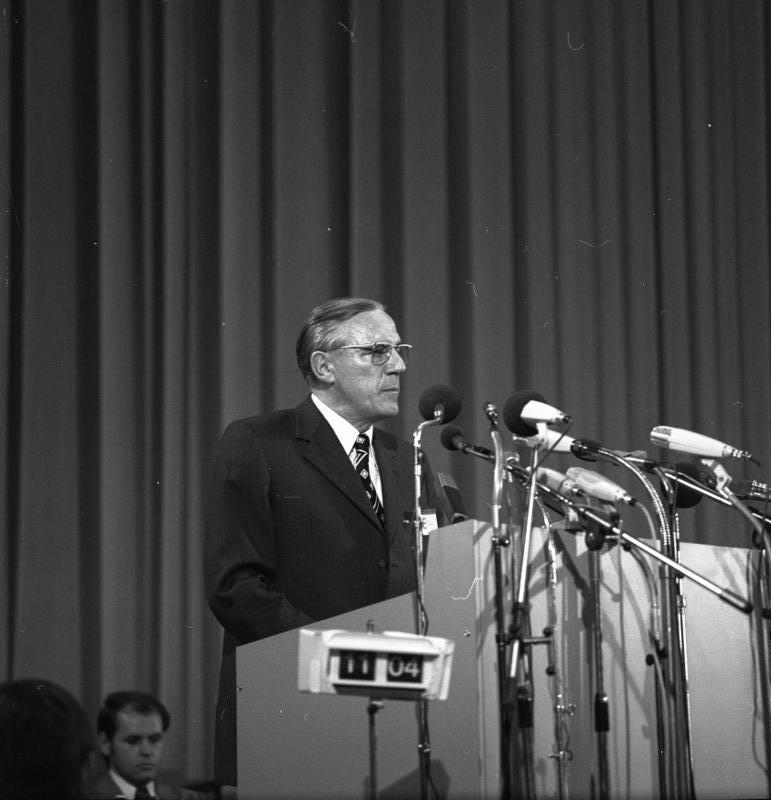
O cientista alemão Karl Steinbuch publicou a primeira ocorrência do termo «informática» no trabalho «Informatik: Automatische Informationsverarbeitung».

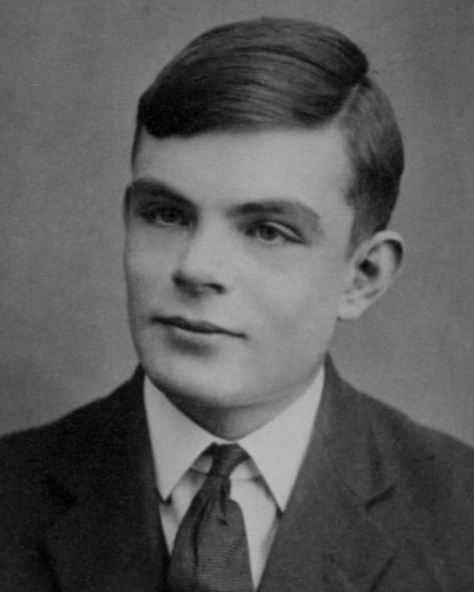
Alan Turing, ca. 1928.

Informática (do francês «informatique», junção de «informação» e «automática») é um termo amplamente utilizado para descrever o conjunto das ciências relacionadas à recolha, armazenamento, transmissão e processamento de informações por meios digitais, estando incluídas neste grupo: a ciência da computação, os sistemas de informação, a teoria da informação, o processo de cálculo, a análise numérica e os métodos teóricos da representação dos conhecimentos e da modelagem dos problemas. Em suma, a informática é a ciência que estuda o conjunto de informações e conhecimentos por meios digitais.

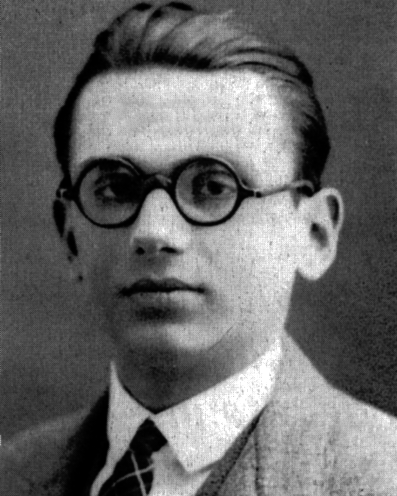
Kurt Gödel, ca. 1926.

O termo informática, foi adicionada ao dicionário com o mesmo significado amplo nos dois lados do Atlântico, sendo que assume em Portugal o sentido sinónimo da ciência da computação, enquanto que no Brasil é habitualmente usado para se referir especificamente ao processo de tratamento da informação por meio de computadores.
O estudo da informação começou na matemática, quando nomes como Alan Turing, Kurt Gödel e Alonzo Church começaram a estudar que tipos de problemas poderiam ser resolvidos, ou computados, por elementos humanos que seguissem uma série de instruções simples, independentemente do tempo requerido para tal. A motivação por trás destas pesquisas era o avanço durante a revolução industrial e a promessa que máquinas poderiam resolver os mesmos problemas que os seres humanos, de forma mais rápida e eficaz. Da mesma forma que as indústrias manuseiam matéria-prima para a transformá num produto final, os algoritmos foram desenhados para que um dia uma máquina pudesse tratar das informações.

## Etimologia
O termo surge em meados do século XX, uma referência do termo francés «informatique», um derivado da junção das palavras «information», ou seja, informação e «automatique», que significa automática, imediata, estabelecida pelo cientista Philippe Dreyfus (1925-2018), derivado do termo alemão «informatik», criado pelo alemão Karl Steinbuch (1917-2005) em 1957 no seu trabalho denominado de Informatik»; a informática surgiu devido à necessidade de se fazer um processamento da informação de forma mais automática, por meios automáticos analógicos ou digitais (quer sejam binários, ou não como o bit quântico). O meio mais comum da utilização de informática são os computadores que tratam informações de maneira automática.
A informática é a disciplina que lida com o tratamento racional e sistemático da informação por meios automáticos e eletrônicos. Representa o tratamento automático da informação. Constitui o emprego da ciência da informação através do computador. Embora não se deva confundir informática com computadores, na verdade ela existe porque estes existem.
Atualmente, a palavra «informática» está incluída nos principais dicionários da língua portuguesa, como o Dicionário da Academia das Ciências de Lisboa e o Dicionário Houaiss, o que significa que é oficialmente reconhecida como uma palavra da nossa língua. Por essa razão, não é considerada um estrangeirismo, ou seja, não é uma palavra estrangeira que se mantém no português sem adaptação ou que ainda não foi integrada ao nosso vocabulário.

## Origem e concepção

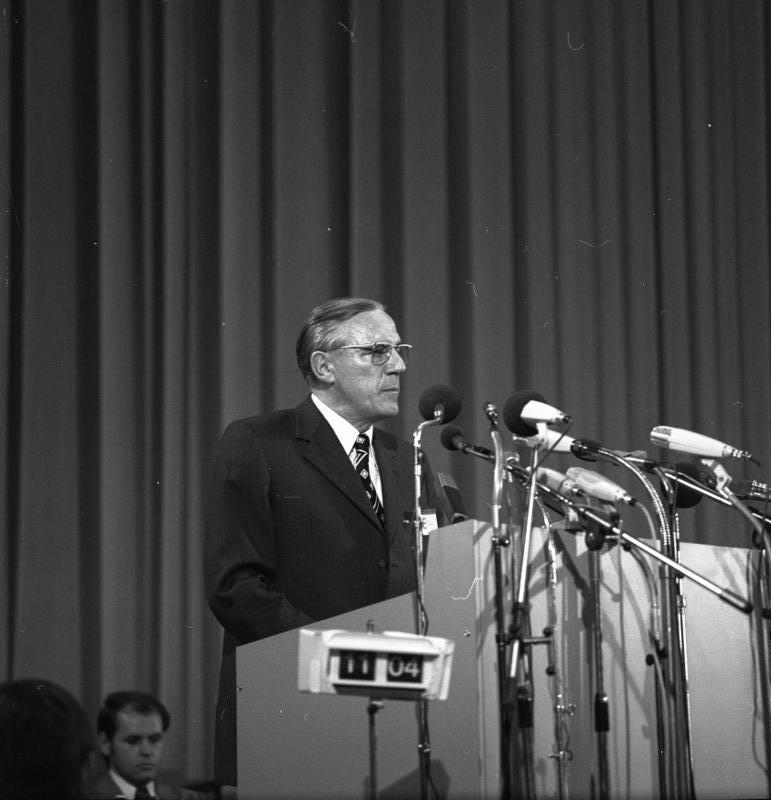
Karl Steinbuch teórico da informação, ciberneticista e engenheiro elétrico.

Em 1956, o cientista da computação alemão Karl Steinbuch publicou o periódico «Informatik: Automatische Informationsverarbeitung» (em português: "Informática: processamento automático de informação"). A palavra se estabeleceu como o termo alemão para a ciência da computação, uma disciplina progenitora para o campo mais vasto da informática.
Em 1966, o pesquisador russo Alexander Mikhailov, junto com colaboradores, chegou a utilizar o conceito «Informatika» relacionado a uma disciplina que estuda, organiza e dissemina a informação científica (ligada a Ciência da Informação). Entretanto, essa definição ficou restrita à antiga União Soviética e aos países do Bloco do Leste.

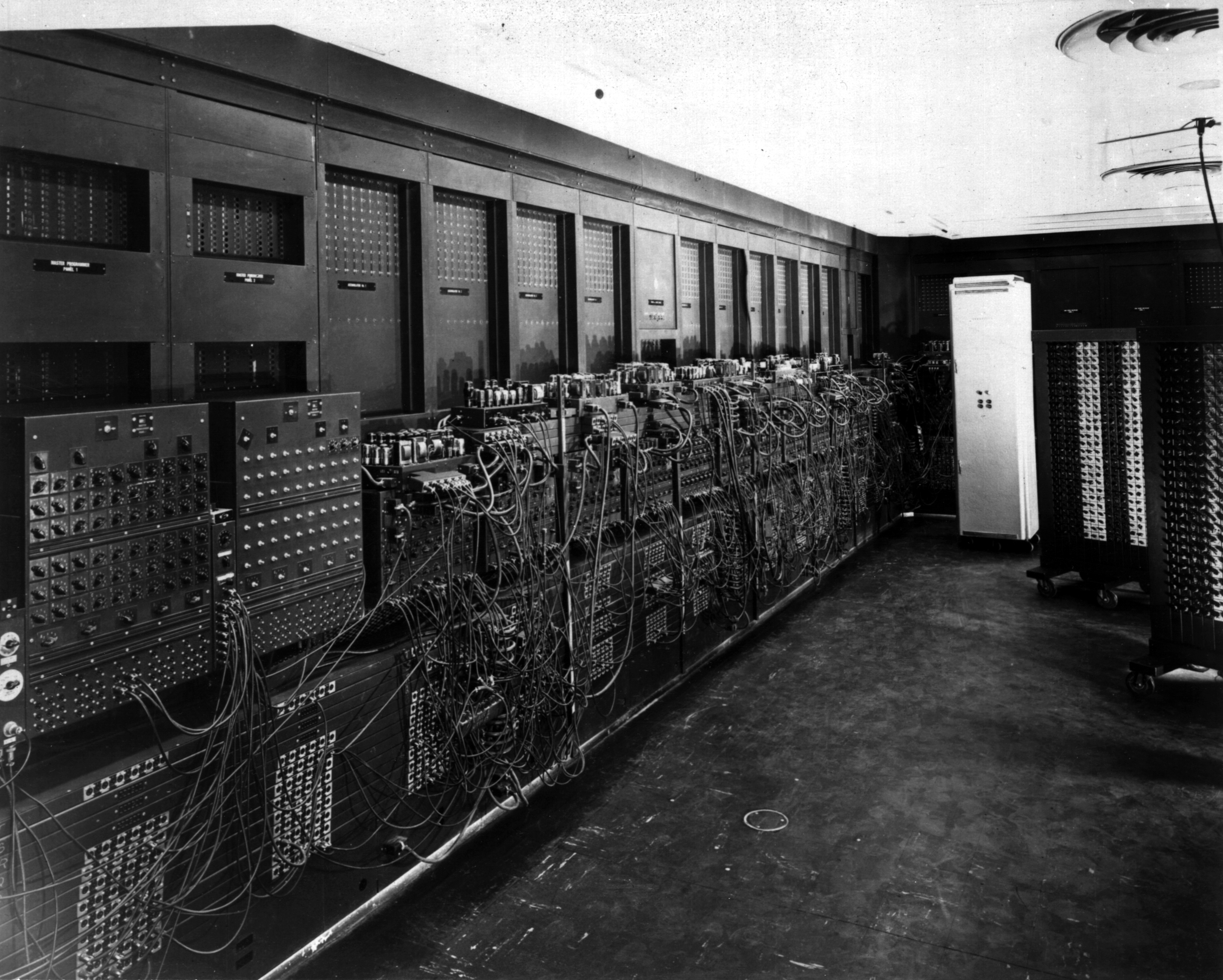
Primeira Geração: ENIAC, começou a ser desenvolvido, ca. 1943.

## Computação moderna: evolução dos computadores
- Primeira Geração (1930 - 1958): Nesta geração os computadores tinham como principal característica, o excesso na utilização de relés e válvulas eletrônicas, assim, possuindo dimensões extremas, pois utilizavam quilômetros de fios, pesava cerca de 30 toneladas e ocupava um espaço de 150 m2 e, apesar do tamanho, tinha memória de apenas 200 bits. Este foi o primeiro computador digital, chamado como ENIAC (Electrical Numerical Integrator and Calculator), criado para desenvolver os cálculos das tabelas balísticas para o exército americano durante a Segunda Guerra Mundial.[9][10]

- Segunda Geração (1959 - 1964): Na segunda geração, ocorreu a troca das válvulas eletrônicas por transistores, o que diminuiu o tamanho do hardware consideravelmente. A tecnologia de circuitos impressos também foi criada, fazendo com que os hardwares destes novos computadores consumissem menos energia, possuíam maior confiabilidade, eram mais rápidos (a velocidade passou para milionésimos de segundos) e eliminavam quase que por completo o problema do desprendimento de calor.[9][10]Circuito integrado.

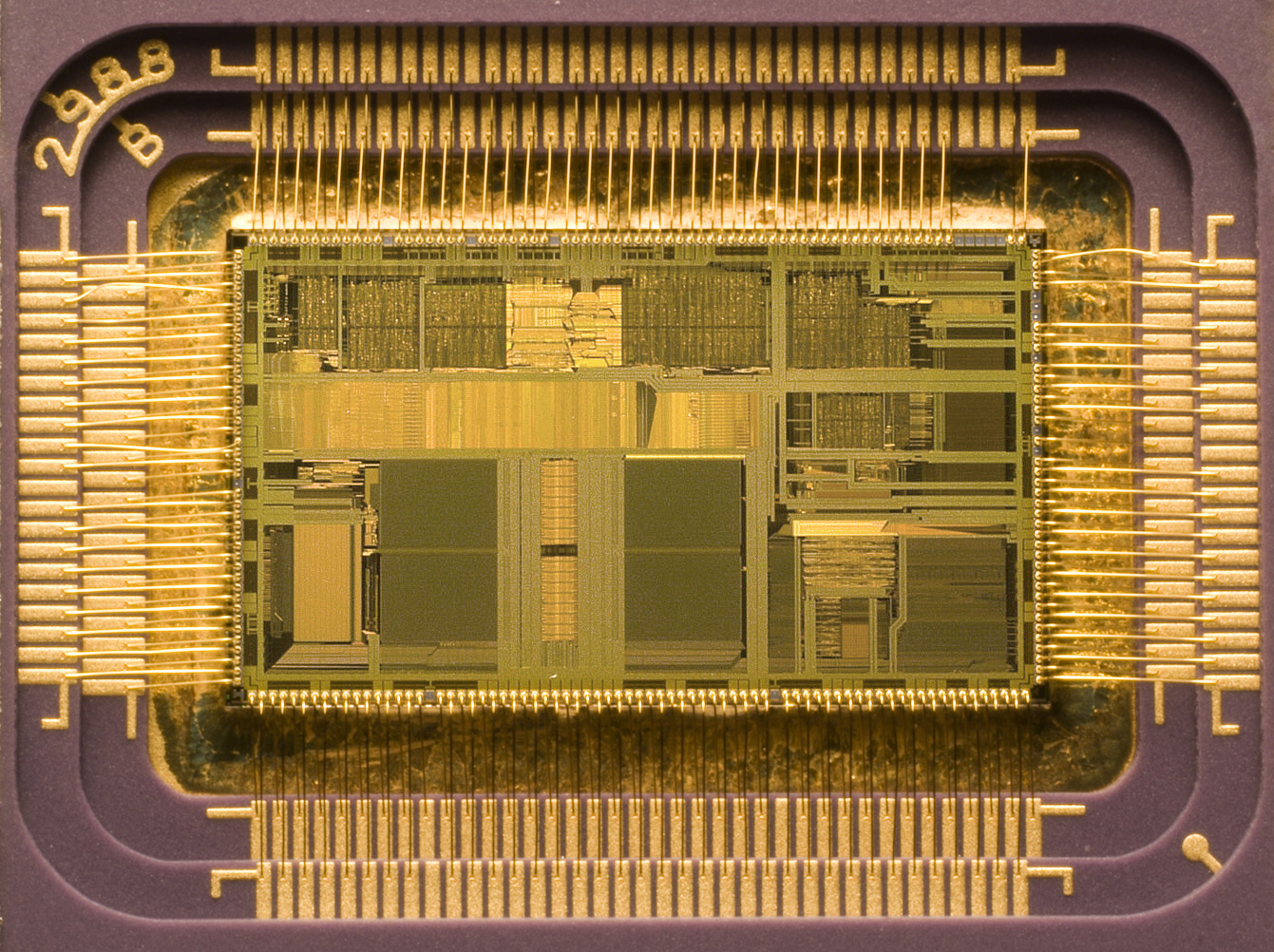
Circuito integrado.

- Terceira Geração (1964-1970): O avanço desta geração, foi o desenvolvimento e o uso de nova tecnologia, os circuitos integrados (CIs), sendo compacto, e muito mais ágeis eles substituíram o uso de válvulas e transistores, pois,  permitiram que uma mesma placa armazenasse vários circuitos que se comunicavam com hardwares distintos ao mesmo tempo, permitindo um maior número de funcionalidades, um exemplo de um computador desta época é o IBM 360/91, que teve seu lançamento em 1967, alcançando o sucesso em vendas. Com esse grande avanço houve uma preocupação no final deste período, pelo fato de ter um avanço enorme em hardware houve a falta na qualidade de desenvolvimentos de software.[9][10]

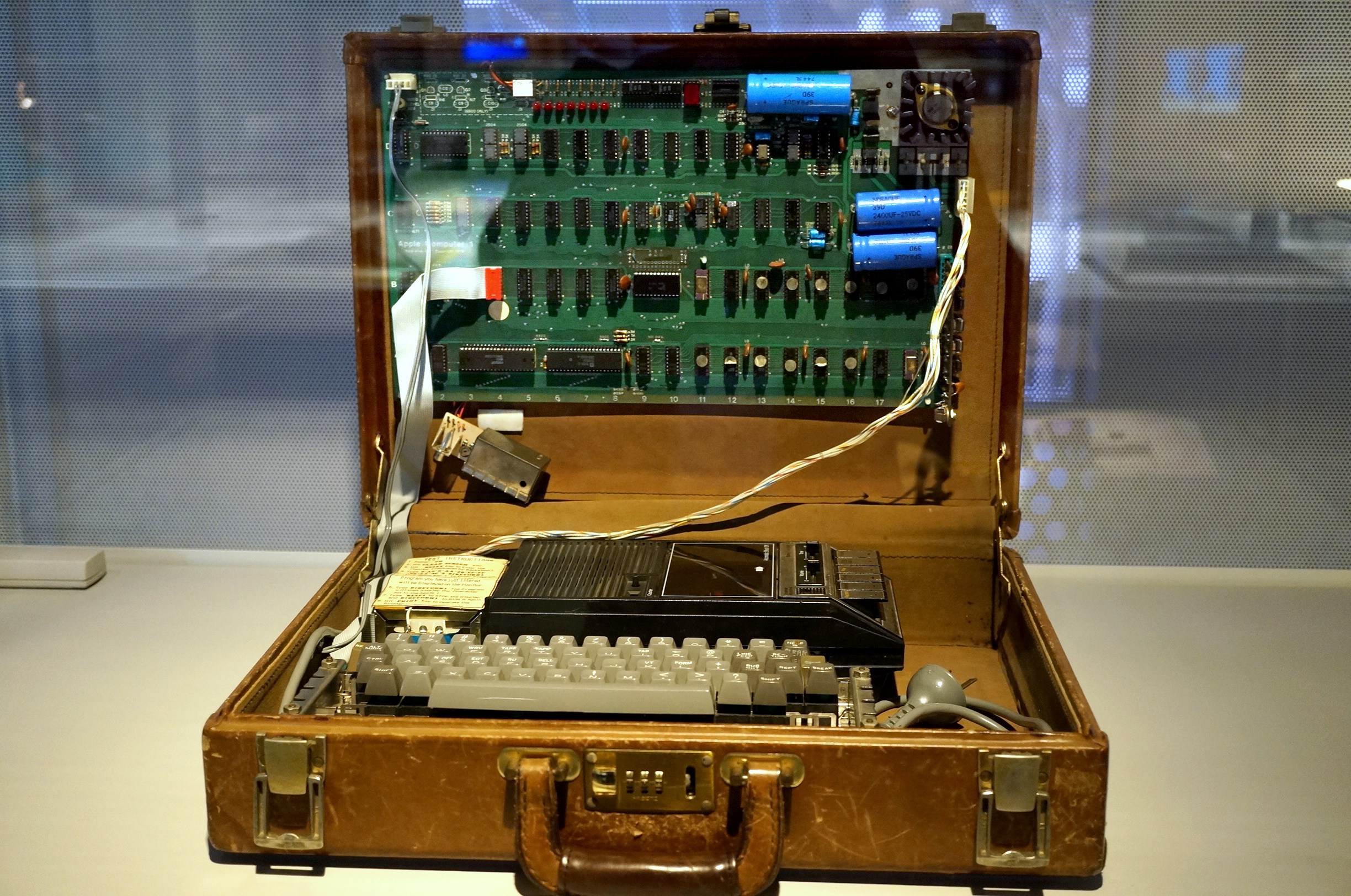
Apple I (ca. 1966).

- Quarta Geração (1971 até os dias atuais): Com a quarta geração nasceu a empresa INTEL que foi a pioneira no desenvolvimento de microprocessadores, que era equivalente ao computador ENIAC da primeira geração, ocorre também o nascimento da Apple com a criação do Apple I(ca. 1966). Com o passar dos anos, surgiram novos computadores, e os supercomputadores, que eram usados em laboratórios e centros de pesquisa aplicadas, podendo chegar na perfeição como um exemplo o Cray-I. Está geração sem duvida é a mais conhecida por todos nós, pelo advento dos microprocessadores e computadores pessoais, com a redução drástica de tamanho e preço das máquinas, tornando-as mais acessíveis, e ainda mais potente com o afamado da internet. Existem rumores de uma possível e provável quinta geração, onde fala-se em biochips, computadores capazes de compreender e aperfeiçoar ainda mais com a inteligência artificial. [9][10]